# 칼 홀

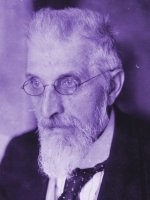

칼 홀 (Karl Holl, 1866년 5월 15일 – 1926년 5월 23일)은 튀빙겐과 베를린에서 신학 및 교회사 교수 였으며 당대의 가장 영향력 있는 교회 역사가 중 한 명으로 여겨진다. 특별히 루터 르네상스를 주도한 학자였다. 튜빙겐 학파의 영향으로 신학적 발전을 이루었고 칭의 교리를 신학의 중심으로 되돌려 놓았다. 루터파 신학과 하나님 개념을 양심의 종교(Gewissensreligion)로 규정하였다.